# Valentinien Ier
Valentinien Ier (en latin : Flavius Valentinianus), né en 321 et mort le 17 novembre 375, est un empereur de l’Antiquité tardive régnant de 364 à 375 et résidant principalement à Trèves de 365 à 375. Il gouverne la partie occidentale de l’empire, tandis que son frère Valens règne sur la partie orientale.
Valentinien entretient des rapports difficiles avec l’aristocratie sénatoriale et préfère s’entourer de conseillers, pour la plupart militaires, dont bon nombre viennent comme lui de Pannonie. Sur le plan intérieur, il accorde une attention aux plus pauvres, réformant le régime de propriété du sol ainsi que le dispositif de taxation, créant un système rudimentaire de santé publique et donnant dans les grandes villes une importance nouvelle aux « protecteurs du peuple » chargés de veiller à ce que justice soit rendue aux plus démunis. Sur le plan religieux il fait preuve de tolérance, sauf à l’endroit des manichéens vus comme une secte antisociale en Italie et des donatistes en Afrique.
Son règne est dominé par la lutte contre les ennemis extérieurs : Alamans sur le Rhin et le Neckar, Saxons et Irlandais en Bretagne, Maures en Afrique, Sarmates et Quades dans la région danubienne.
Il fonde une courte dynastie qui ne compte véritablement que deux générations : la sienne et celle de ses fils Gratien et Valentinien II. Celle-ci se prolongera toutefois par union matrimoniale avec la dynastie théodosienne en Orient. Valentinien III (r. 425–455) sera le dernier empereur de cette dynastie en Occident.

## Contexte historique

L'Empire romain vers 400, montrant la division entre Orient et Occident ainsi que leurs provinces et diocèses respectifs.

Divisé entre ses fils, l’empire de Constantin Ier (r. 309-337) est de surcroit affaibli par les luttes entre officiers supérieurs de l'armée sur le plan intérieur ainsi que par divers envahisseurs sur le plan extérieur : d'une part les Perses, qui établissent leur emprise dans la région mésopotamienne, en Asie mineure, d'autre part divers peuples faisant leur apparition sur le Rhin, le Neckar et le Danube, en Europe.
À cela s’ajoutent les conflits religieux qui laissent pressentir la division entre Orient et Occident. Déjà en 325, Constantin doit convoquer un concile à Nicée pour résoudre (sans succès) la crise arienne. La progression du christianisme sous Constantin et ses fils est brièvement interrompue par le court règne de l’empereur Julien (r. 361-363) qui permet le retour au pouvoir d’une partie de l’aristocratie païenne.
Pour succéder à Julien, l’armée choisit Jovien, jeune officier chrétien d’une trentaine d’années, dont le règne — aussi court que celui de son prédécesseur (r. 363-364) — est marqué par le retour définitif du christianisme et par une paix déshonorante pour l’Empire avec les Sassanides. Lorsque Jovien décède, probablement accidentellement, le 17 février 364, c’est à nouveau l’armée qui lui choisit pour successeur un autre officier chrétien originaire de Pannonie, Flavius Valentinianus,.

## Jeunesse et arrivée au pouvoir

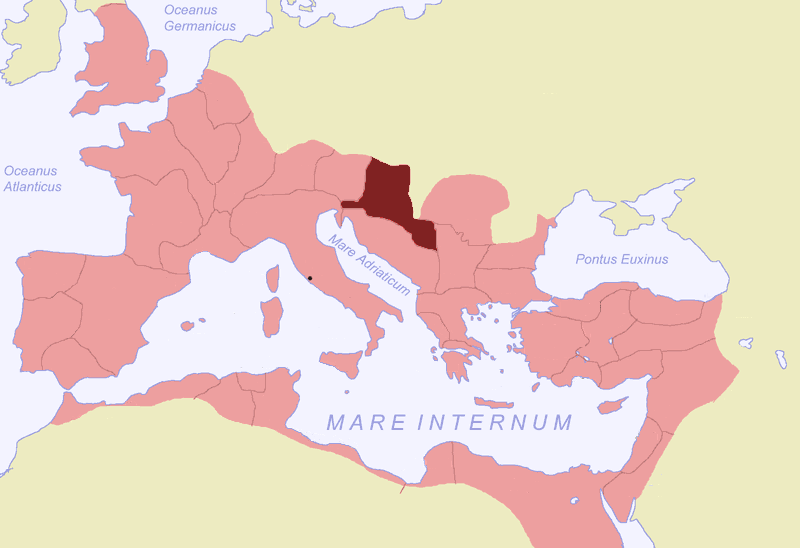
La Pannonie dans l’Empire romain.

Valentinien naît en 321 à Cibalae, en Pannonie du sud (aujourd’hui Vinkovci en Croatie), dans une famille illyro-romaine. De même que son frère cadet Valens (r. 364-378), qui deviendra son coempereur, il est le fils d’un important général de l’armée sous Constantin Ier et Constant Ier, du nom de Gratianus Funarius. Les deux frères grandissent dans le domaine familial où ils reçoivent une très bonne éducation, dans diverses disciplines.
Vers la fin des années 320, ou au début des années 330, les deux frères suivent leur père en Afrique où celui-ci est nommé comes Africae, poste qu’il doit bientôt quitter après avoir été accusé de détournement de fonds. Rappelé en service au début des années 340, il devient comes britanniae, avant de se retirer définitivement sur ses terres à Cibalae. Constance II (r. 337 – 361) doit cependant confisquer celles-ci après que Gratianus Funarius est accusé de complicité avec l’usurpateur Magnence (r. 350 – 353).
Ayant décidé d’embrasser la carrière militaire comme son père, le jeune Valentinien rejoint les rangs de l'armée vers la fin des années 330 et, quelques années plus tard, occupe probablement la position de protector domesticus,. Comme son père toutefois, il est victime d’intrigues politiques. Tribun de cavalerie en 357, il est accusé avec son collègue Bainobaudes de saboter les opérations par Constance II, jaloux des succès du césar Julien auprès des soldats, et est à son tour démis de ses fonctions,.
Avec son épouse Marina Severa, Valentinien se retire sur son nouveau domaine de Sirmium, où en 359 naîtra son fils Gratien, le futur empereur. Il semble que, bien qu’en défaveur, il continue à servir dans l’armée et les sources lui assignent des postes de commandement dans des endroits très différents : Philostorgius à Thèbes en Égypte, Sozomen à Mélitène en Arménie, la Chronique pascale à Sélymbria de Thrace et Théodoret dans « un fort lointain ».
Quoi qu’il en soit, après la mort de Julien, Valentinien est rappelé par l’empereur Jovien. Après une difficile mission en Gaule sous les ordres du général Lucillien, à l'issue de laquelle il échappe de peu à la mort, il est promu tribun des scholae secundae scutariorum, une unité d’élite des Scholae palatinae, et envoyé à Ancyre,. C’est là qu’il se trouve en février 364, lors de la mort de Jovien — survenue entre Ancyre et Nicée, probablement asphyxié par les fumées d’un brasero.

## Avènement

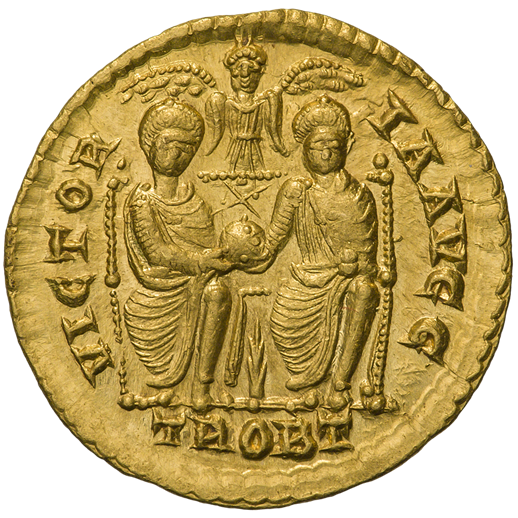
Valentinien et Valens assis sur un trône. Revers d’un solidus de Valens avec la légende « Victoria augg » (La victoire de nos augustes).

Une fois encore, il appartient à l’armée de choisir un successeur, ce qu’elle fait sans consulter le Sénat. Le temps presse, car elle se trouve en territoire hostile et en position d’infériorité. L’état-major se réunit quelques jours plus tard de façon informelle à Nicée, avec quelques dignitaires civils, dont le préfet du prétoire d’Orient, Secundus Salutius, et le patrice Datianus, ancien favori de Constance. Salutius, qui a déjà refusé la pourpre après la mort de l’empereur Julien, décline une nouvelle fois cet honneur. Deux nouveaux candidats sont alors proposés : Equitius (ou Aequitius), Pannonien promu comes rei militaris par Jovien, lequel est rejeté comme trop rustre et brutal, et le frère de Jovien, Januarius, aussi comes rei militaris, mais alors posté en Thrace, et de ce fait, considéré comme trop éloigné pour prendre rapidement la tête de l’armée,. Finalement, le 26 février, un vote de compromis se porte sur Valentinien, Pannonien comme son prédécesseur, chrétien modéré, reconnu pour son énergie et son honnêteté.
Ce compromis est accueilli de diverses façons. Au sein des troupes, on ne semble guère convaincu par les projets du nouvel empereur et, nous dit Ammianus Marcellinus, celui-ci doit interrompre la préparation de son discours d’acceptation pour aller rassurer les soldats inquiets de ses priorités. Par ailleurs, sans doute pour éviter toute nouvelle vacance du pouvoir en cas de décès subit de l’empereur, ainsi que pour apaiser toute opposition civile ou militaire dans la partie orientale de l’empire — soucieuse de ne pas voir ses intérêts oubliés par un empereur siégeant en Occident —, on exige de lui qu’il s’adjoigne un coempereur,.
Valentinien obtempère tout en choisissant quelqu’un dont il peut être certain de la loyauté absolue : son frère, Valens (r. 364-378), de huit ans son cadet. Ce dernier n’a du reste d’autre qualité que familiale pour assumer cette fonction. Valens, en effet, ne possède ni l’énergie, ni le courage de son frère ; Valentinien est chrétien nicéen, Valens, arien ; Valentinien a fait carrière dans l’armée, Valens n’a aucune aptitude militaire. Les deux frères ne semblent avoir en commun qu’un tempérament prompt à la colère, qui peut les mener aux pires brutalités. Aussi, Valentinien prépare-t-il le terrain, en nommant d’abord son frère, jusque-là simple protector, au rang de tribun le 1er mars et en le nommant responsable des écuries impériales. Ce n’est qu’une fois arrivé à Constantinople que, passant outre aux objections de son magister equitum (commandant de la cavalerie), Dagalaifus, il en fait son coempereur le 28 mars. Il est toutefois évident que Valens ne sera pas le collègue de Valentinien, mais son adjoint en Orient. Valens reçoit la charge de la préfecture du prétoire d'Orient, dont le préfet demeure le même Saturninius Secundus Salutius qui, à deux reprises, a refusé le trône ; Valentinien prend la responsabilité de la préfecture du prétoire des Gaules, ainsi que de celle de l’Italie-Afrique-Illyricum, ces trois derniers territoires étant regroupés sous la direction du préfet  Claudius Mamertinus.

## Politique de défense
Ayant établi son quartier général en Gaule et résidant principalement à Trèves de 365 à 375, Valentinien fait de la défense des frontières sa priorité. Il commence par réorganiser l’administration civile et militaire, se séparant des sophistes et des philosophes qui ont proliféré à la cour de Julien, retient les services de Dagalaifus — en dépit des objections de ce dernier à la nomination de son frère —, promeut son compatriote Equitius (l’un des candidats à la succession de Jovien) comme comes Illyricum, de même qu’un autre Pannonien, Serenianus, comme commandant des domesticorum scholae,.

### Campagnes en Gaule et Germanie

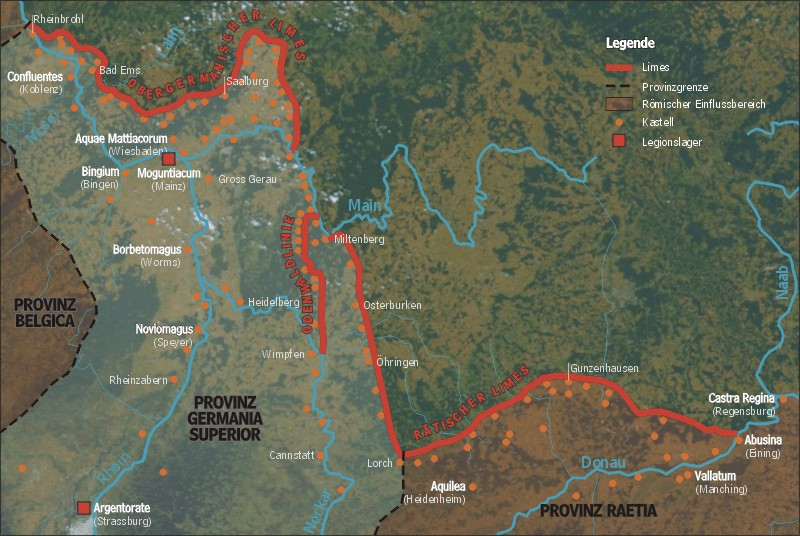
Le « limes germanicus » de 83 à 260.

L’un des premiers problèmes auquel Valentinien doit faire face est la reprise des hostilités avec les Alamans, une confédération assez imprécise de peuples germaniques vivant de l’autre côté du Rhin. Furieux du fait que Valentinien se refuse à leur payer un tribut égal à celui de ses prédécesseurs, et se sentant insultés par le traitement de leurs ambassadeurs par le magister officiorum Ursatius, les Alamans envahissent la Gaule en 366. La même année, en Orient, le dernier descendant de la dynastie constantinienne, Procope, revendique le trône de Valens. Il semble que Valentinien ait reçu la nouvelle de l’invasion des Alamans et celle de la révolte de Procope le même jour, le 1er novembre, alors qu’il se dirige vers Paris. Sa première idée est d’envoyer Dagalaifus combattre les Alamans, pendant que lui-même ira secourir son frère. Toutefois, il cède aux supplications de sa cour et des chefs des principales villes lui demandant de rester pour protéger la Gaule.
Pendant qu’il avance vers Reims, Valentinien envoie les généraux Charietto et Severianus contre les envahisseurs, mais ceux-ci sont défaits. Valentinien envoie Dagalaifus l’année suivante, sans plus de résultats. Ce n’est qu’après le remplacement de celui-ci par le général Jovinus que les Romains prennent le dessus près de Chalon et repoussent les Alamans hors de Gaule, victoire pour laquelle Jovinus est récompensé en recevant le consulat l’année suivante.
Valentinien voudrait profiter de ce succès et envoyer une expédition punitive contre les Alamans, mais il en est empêché par les évènements en Bretagne et dans le nord de la Gaule (sous-chapitre suivant). De plus, l’empereur tombe gravement malade l’été 366, alors qu’il se trouve près d’Amiens, à tel point qu'on croit qu’il va mourir. Pour couper court aux coteries, il nomme en aout 367 son jeune fils, Gratien, coempereur.
Les Alamans profitent des circonstances pour revenir à la charge — fin 367 ou début 368 — attaquant et pillant Moguntiacum (aujourd’hui Mainz en Allemagne). Décidé à en finir avec eux, Valentinien passe l’hiver 367 à mettre sur pied une imposante armée joignant les légions d’Italie et d’Illyricum aux forces de Jovinus et Severinus. Il se met en route au printemps 368, amenant Gratien avec lui, et franchit le Rhin et le Main. Finalement, la grande bataille a lieu à Solicinium. Les Romains remportent la victoire, mais au prix de nombreuses pertes et l’empereur lui-même est à deux doigts d'y laisser la vie. Une paix temporaire étant alors conclue, Valentinien et Gratien peuvent reprendre le chemin de Trèves. L’année suivante, l’empereur ordonne la construction de nouvelles fortifications et la réparation des anciennes tout le long de la rive gauche du Rhin, y compris dans les montagnes entourant l’actuelle Heidelberg. Aux protestations des Alamans, Valentinien ne répond que par un hautain mépris, à la suite de quoi les Alamans attaquent la forteresse en voie de construction, tuant tous les soldats qui en ont la garde et détruisant celle-ci.
Après avoir disposé des Saxons qui recommencent à attaquer le nord de la Gaule en 370, Valentinien tente de persuader les Burgondes, ennemis traditionnels des Alamans, de s’en prendre à Makrian, roi de la tribu germanique des Bucinobantes, qui tente de fédérer les tribus alémaniques contre Rome. Toutefois, fidèle à son style méprisant, Valentinien refuse de recevoir les envoyés en personne, et les négociations sont rompues. La rumeur d’une alliance possible entre Romains et Burgondes a toutefois suffi à jeter le trouble chez les Alamans et à les disperser. Ceci permet à Théodose l’Ancien (le père du futur empereur Théodose) de les attaquer en Rhétie et de faire nombre de prisonniers qui sont déportés en Italie sur les bords du Pô. Pendant quatre ans, Valentinien continue ses efforts pour vaincre les Alamans et manque de réussir en 372, lorsque Makrian échappe de justesse à Théodose l’Ancien. Toutefois, devant faire face à d’autres troubles en Afrique et, plus tard, sur le Danube, Valentinien est forcé de faire la paix avec Makrian, sa présence étant nécessaire en Illyricum pour faire face à une invasion des Quades et des Sarmates.

### Campagne en (Grande-)Bretagne

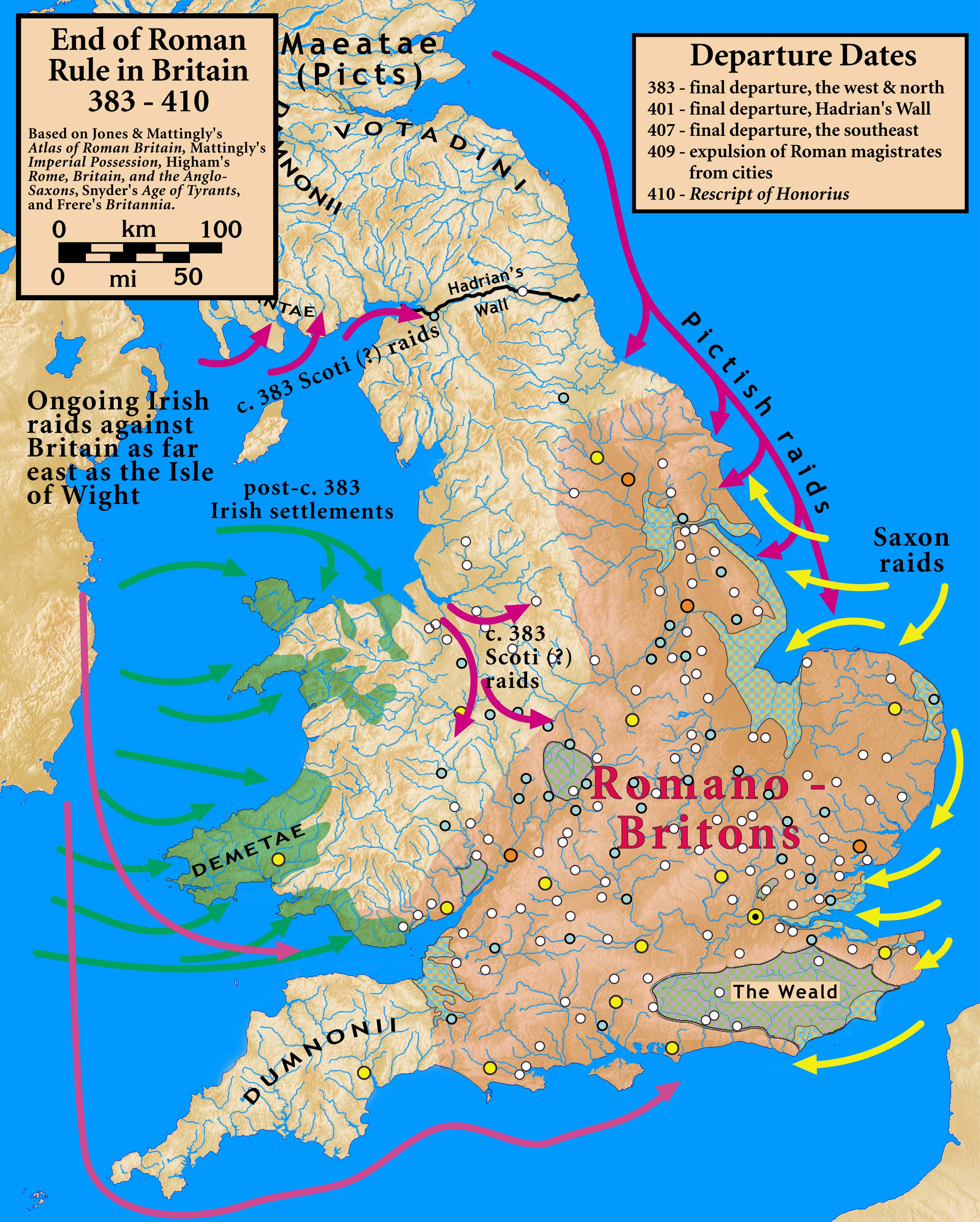
Carte des raids menés par les divers acteurs de « la grande conspiration ».

En 367, Valentinien reçoit des nouvelles alarmantes de Bretagne (la Grande-Bretagne d’aujourd’hui) : les Pictes et les Scots d’au-delà du mur, des pirates francs et saxons, ainsi que des Attacotti d’Irlande sèment le trouble après avoir tué le comes litoris Saxonici Nectaridus et s’être emparés du dux Britanniarum Fullofaudes. Une première expédition sous le commandement du comes domesticorum Severus ne réussit pas à restaurer l’ordre. Valentinien, qui est alors à Amiens, remplace Severus en le nommant magister peditum et envoie Jovinus à sa place. C’est alors que Valentinien tombe malade et qu’il doit se hâter de nommer son fils Gratien coempereur, pour éviter une lutte de succession entre le même Severus, candidat de l’armée, et Rusticus Julianus, candidat de l’élite gauloise.
Jovinus n’ayant guère plus de succès que Severus, Valentinien, tout entier à sa campagne contre les Alamans, les prend tous les deux avec lui, et, en 368, envoie en Bretagne le comes rei militari Théodose qui s’est distingué en Rhétie. Celui-ci, avec plusieurs légions, parvient à remettre de l’ordre dans le sud de la Bretagne. L’année suivante, grâce à des tactiques d’embuscades et de guérilla, il réussit à reconquérir les territoires au nord de Londres, à mettre un terme à la révolte d’un agitateur exilé en Bretagne, Valentinus, et même à reconquérir le nord de l'île qui reçoit le nom de Valentia. À son retour en 369, Valentinien promeut Théodose magister equitum en remplacement de Jovinus.

### Campagne en Afrique

Provinces de l’Afrique romaine après la réforme de Dioclétien.

La corruption qui règne en Italie — et à laquelle Valentinien devra par la suite s’attaquer — touche également les provinces. En Afrique, le proconsul Hymetius trafique sur le blé, principale richesse de la province, alors que les excès du vicaire Dracontius agitent une population où l’Église donatiste compte de nombreux adeptes. En 372, un prince maure, Firmus, accusé de fratricide par le comte d'Afrique Romanus, prend la tête de la révolte. Outre une gestion des fonds publics déficiente, Romanus est accusé par la population de ne pas défendre la province des nomades du désert. À la tête d’une modeste armée composée d’une douzaine de tribus maures et de deux corps de troupes romaines, Firmus se proclame rex et soulève toute la Mauritanie avec l’appui de l’Église donatiste.
Valentinien doit y envoyer Théodose l'Ancien de retour de Bretagne. Au cours des deux années qui suivent, ce dernier réussit non seulement à écraser la rébellion en s'appuyant notamment sur l'aide de Gildon, frère et ennemi de Firmus, mais aussi à rendre publics les crimes de Romanus qu’il fait arrêter avec ses partisans. L’année suivante toutefois (début 376), Théodose est exécuté à Carthage, quelques mois après la mort de Valentinien (en novembre 375), probablement victime des règlements de compte qui suivent la mort de l’empereur.

### Campagne sur le Danube

Localisation des peuples germaniques en l'an 50, montrant les Quades (en orange) sur la rive nord du Danube.

En 373, la révolte agite les Quades — un peuple traditionnellement tranquille, vivant face à la Pannonie natale de Valentinien, sur la rive gauche du Danube. Comme les Alamans, les Quades sont outragés par les fortifications que construisent les Romains sur ce qu’ils considèrent comme leur territoire. En réponse à leurs plaintes, le magister armorum per Illyricum, Aequitius, fait arrêter les travaux, à la suite de quoi, l’influent préfet du prétoire des Gaules, Maximinus, fait remplacer Aequitius par son fils, Marcellianus, avec mission de terminer le projet. Les protestations des Quades se poursuivant, Marcellianus fait assassiner leur roi, Gabinius, au cours d’un banquet destiné officiellement à poursuivre les négociations. Il n’en faut pas plus pour que les Quades et leurs alliés sarmates déclarent la guerre aux Romains. Au cours de l’automne, les deux peuples traversent le Danube et commencent à ravager la province de Pannonie Valeria. S’ils ne peuvent s’emparer des villes, ils pillent les campagnes avoisinantes. Deux légions sont envoyées à leur rencontre, mais ne pouvant coordonner leurs efforts, elles sont mises en fuite par les Sarmates. Au même moment, un autre groupe de Sarmates envahit la Mésie, mais est repoussé par le général Théodose, fils de Théodose l'Ancien et futur empereur.
Ce n’est que tard en 374 que Valentinien est informé de cet enchaînement d'événements. Au printemps suivant, il quitte Trèves pour se diriger vers Carnuntum, capitale de la province de Pannonie (aujourd’hui entre Vienne et Budapest) où il rencontre une délégation de Sarmates venue demander la clémence impériale. Valentinien promet de faire enquête et d’agir en conséquence, mais, plutôt que de sanctionner la conduite de Marcellianus, il décide de punir les Quades. Après avoir passé l’été à préparer sa campagne, il traverse le Danube à Aquincum (aujourd’hui Budapest) et pille le territoire quade jusqu’au début de l’hiver, où il décide de prendre ses quartiers à Brigetio (aujourd’hui Komarom-Szony). C’est là que se présente une délégation quade, le 17 novembre. Elle doit pouvoir retourner en paix moyennant promesse de remettre de nouvelles recrues à l’armée romaine. Avant de partir toutefois, les délégués sont reçus en audience par Valentinien lui-même, devant qui ils répètent leurs accusations, selon lesquelles cette guerre a été causée par les Romains et par la construction de forteresses sur des territoires appartenant aux Quades. De plus, les délégués insistent sur le fait que les Quades constituent une confédération de peuples dont les chefs ne se sentent pas nécessairement tenus par les promesses faites par certains d’entre eux aux Romains. Valentinien est alors pris d’une fureur telle, que celle-ci déclenche une crise d’apoplexie provoquant son décès le jour même.

## Politique intérieure

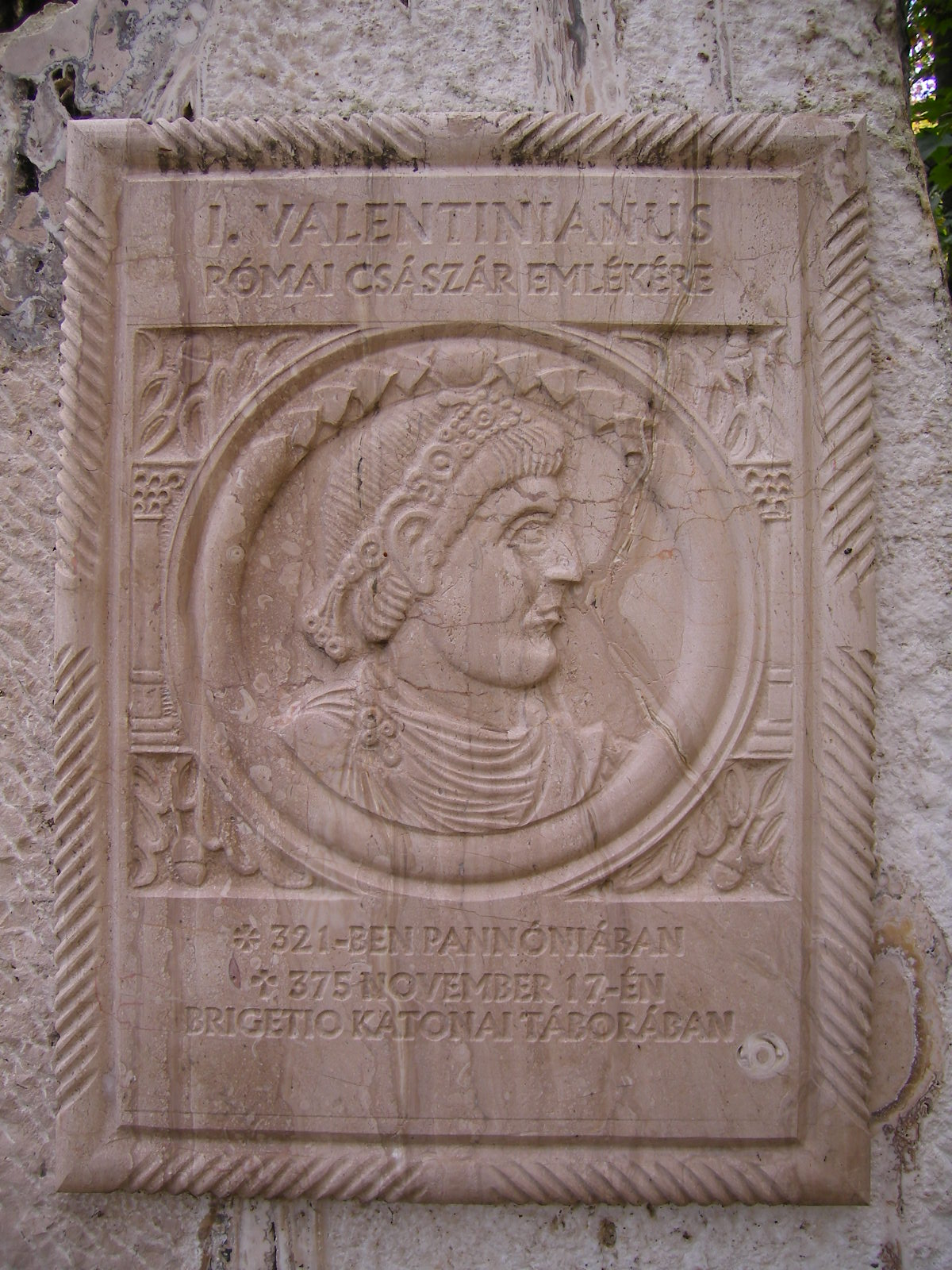
Plaque commémorative moderne sur le lieu de la mort de Valentinien à Szőny (Brigetio) en Hongrie.

### Relations avec le Sénat, prépondérance de l’armée
Pour le byzantiniste contemporain A. H. M. Jones, « bien que moins rustre que l’autre candidat, Aequitius, Valentinien était de caractère violent et brutal ; non seulement était-il lui-même peu instruit, mais il détestait les personnes cultivées. Il rejoint ainsi Ammianus Marcellinus qui dit « qu’il détestait les gens bien vêtus, bien éduqués, riches et de bonne naissance ». Ceci entre toutefois en contradiction avec divers éléments : tout d'abord ce que dit Aurelius Victor sur l’enfance et l’éducation que Valentinien reçoit sur le domaine familial, ensuite le fait que lui-même confiera l’éducation du jeune Gratien à Ausone, homme de lettres distingué et pédagogue gallo-romain, enfin son habitude d’honorer les intellectuels. Pour Paul Petit, « énergique et coléreux, il [Valentinien] rappelle Aurélien, pannonien comme lui et comme lui grand patriote, acharné à la défense de l’Empire et n’hésitant pas à employer la terreur par raison d’État ».
Valentinien est essentiellement un militaire venant de province, peu à l’aise avec l’aristocratie sénatoriale romaine, laquelle le lui rend bien, ce qui explique sans doute l’attitude négative d’Ammianus Marcellinus, grand intellectuel et possiblement lui-même sénateur.
En fait, sous son règne, la cour impériale où prévalent les militaires s’affirme aux dépens de la noblesse sénatoriale, offrant des chances de mobilité sociale à de nouveaux venus de province, n’appartenant pas nécessairement à de grandes familles. Nombre de duces d’origine barbare — ou, pire pour les sénateurs, paysanne — font leur entrée au Sénat, de même que de simples fonctionnaires, comme des notaires ou des responsables de départements ministériels. On le voit également par le choix des consuls, poste de prestige, même s’il n’implique plus de grandes responsabilités. Des huit consuls qui n’appartiennent pas à la famille impériale, six sont des généraux, seulement deux sont des civils et un seul, Pretonius Probus, appartient au Sénat. Enfin, la fonction publique est renforcée et strictement hiérarchisée, et les militaires, autrefois bridés par Constance, sont désormais placés sur le même pied que les plus hauts dignitaires.
Enfin, les relations avec le Sénat deviennent franchement mauvaises lorsqu’un grand nombre de procès sont déclenchés à Rome mettant en cause des sénateurs pour magie, empoisonnement et adultère. Ces procès sont conduits par un proche de Valentinien, un Pannonien particulièrement brutal du nom de Maximinus, nommé pour l’occasion vicaire de la Ville,.
Se détournant du Sénat, Valentinien continue la pratique instaurée sous Jovien, pannonien comme lui, d’accorder des postes importants à des compatriotes, souvent avides et plus frustres que lui, auxquels il accorde une confiance absolue,. Une fois bien établis à la cour, ceux-ci peuvent, grâce au système du suffragium — ou recommandation d’une personne importante — favoriser la promotion d’autres personnes à des niveaux inférieurs. C’est ainsi que Maximinus, au départ simple avocat de province, né à Sopianae (Pannonie), peut devenir gouverneur de Corse, Sardaigne et Toscane, avant de profiter de la maladie du titulaire, Olybrius, pour devenir préfet de la ville (période durant laquelle il lance ses procès contre divers sénateurs), et, enfin, accéder au poste prestigieux de préfet du prétoire des Gaules de 371 à 376. Ces cercles influents ne seront chassés du pouvoir que lorsque Gratien, le fils de Valentinien, s’entourera, sur la recommandation de son tuteur Ausone de Bordeaux, de conseillers gaulois comme ce dernier, dont l’influence à leur tour ne disparaitra que lorsque Gratien déplacera sa cour de Trèves à Milan.

### Réformes administratives
En accord avec son frère Valens en Orient, Valentinien s'efforce de protéger les classes les plus faibles de la société et prend nombre de mesures en leur faveur. La principale d'entre elles est l'accroissement de l’importance du defensor civitatis, institution qui semble-t-il existe déjà, et à laquelle, tant Valentinien en Occident que Valens en Orient, donnent une nouvelle impulsion. Pour l'essentiel, ces defensores doivent être les protecteurs de la plèbe (innocenses, quieta rusticitas) contre les puissants. Pour remplir cette mission, les préfets du prétoire doivent, dans chaque cité, choisir une personne qui ne soit pas en position d’autorité, laquelle se voit octroyer des pouvoirs pour juger de cas mineurs de dettes, d’esclaves en fuite ou d’abus d’imposition de taxes, renvoyant directement les cas les plus graves devant le gouverneur,.
De même, Valentinien réforme le système de l’annone — ou distribution gratuite de pain —, qui donne lieu à des abus, les jetons y donnant droit faisant l’objet de marchandages. Non seulement il interdit de fournir des rations aux personnes qui n’y ont pas droit, comme les sénateurs ou les esclaves, mais il exige que la qualité du pain à distribuer soit contrôlé pendant tout le processus de production.
Valentinien crée également ce que l’on pourrait appeler un système rudimentaire de santé public en ordonnant que, dans chacune des quatorze régions de Rome sauf deux, un médecin soit engagé par l’État, lequel, s’il est autorisé à accepter des dons de la part de ses clients propres, ne peut exiger de paiement pour ses services qui doivent être accordés en priorité aux pauvres.
Enfin, l'empereur tente de réformer le système de baux emphytéotiques, par lequel l’État remet à un citoyen des terres publiques à perpétuité. Appelé jus privatum salvo canone, le nouveau système prévoit que le propriétaire se voit concéder l’entière propriété du sol moyennant un loyer à perpétuité. Dans sa proclamation de 368, Valentinien assure que ceux qui obtiendront des terres ne pourront plus en être expulsés pour non-paiement de ce loyer, puisqu’ils ne seront plus locataires comme autrefois, mais propriétaires.
Comme le souligne l’historien A. M. Jones, tous ces décrets sont typiques des bonnes intentions de l’empereur. Dans leur application toutefois, nombre d’entre eux ne produisent pas les résultats escomptés. En effet, les gens que Valentinien a mis en place pour les appliquer — comme le préfet de l’annone Maximinus, qui deviendra préfet des Gaules en 371, ou Petronus Probus, plusieurs fois préfet d’Italie —, se révèlent des exploiteurs sans vergogne, dont la corruption ira de pair avec la puissance de la bureaucratie,.
Valentinien s’attaque également à une vaste réforme administrative, fiscale et monétaire.
Dans les villes, les curiales voient leurs tâches allégées : la perception des impôts et taxes est confiée aux officiales (fonctionnaires de l’administration provinciale) et l’entretien du cursus publicus, aux honorati (hauts fonctionnaires en activité ou à la retraite). Ici encore, les bonnes intentions de l’empereur ne semblent guère avoir eu les effets espérés et Anastase (r. 491-518) devra revenir au système des curiales, le grand fonctionnariat renforçant son emprise sur les classes inférieures, grâce à sa domination économique et aux excès de la fiscalité.
Une série de lois datant de 367-368 vise à réfréner la corruption dans la collecte des impôts, à stimuler la production minière pour mettre fin à la manipulation des alliages et à faire de la monnaie d’or purifiée l’instrument essentiel des échanges dans l’Empire.

### Politique religieuse
Si le paganisme officiel de l’empereur Julien a disparu en même temps que celui-ci, il a permis aux milieux païens, notamment aux membres de l’aristocratie sénatoriale, de relever la tête. Les terres appartenant aux temples païens ont été confisquées, mais les temples eux-mêmes n’ont pas été fermés et les cultes n’ont pas été interdits. Seules la magie et la divination sont proscrites, mais elles l’étaient également sous les empereurs païens. L'édit de tolérance promulgué par Jovien est renouvelé, tant par Valentinien en Occident, que Valens en Orient. Pourtant, les deux frères sont de confessions opposées. Valentinien adhère au symbole de Nicée, tandis que Valens est arien. Même Ammien Marcellin, pourtant païen, loue « la neutralité dont Valentinien fait preuve à l’égard des diverses religions ».
Contrairement à son frère, Valentinien refuse toujours de prendre position dans les débats théologiques. Lorsqu’une délégation d’évêques venus d’Orient, pourtant nicéens, viennent l’implorer de contrôler Valens, il les renvoie, disant qu’il ne lui appartient pas en tant que laïc de s’occuper de questions relevant des évêques,.
Ceci n’empêche pas l'empereur de s’opposer aux autorités ecclésiastiques de Rome lorsque les intérêts de l’État sont en jeu. En 370, Valentinien adresse une constitution au pape Damase, interdisant aux membres du clergé et aux moines d’entrer dans la maison de veuves ou de jeunes filles célibataires, et déclarant nul tout don pouvant être fait par celles-ci à l’Église,. Les deux frères étendent aux curiales cette interdiction de faire des dons à l’Église pour échapper au fisc — manœuvre équivalant à de l’évasion fiscale. Une constitution datant de la première année de leur règne, ordonne à ceux d’entre eux qui voudront devenir prêtres ou moines de se départir de leurs biens en faveur d’un parent ou proche qui assumera leurs responsabilités sur le conseil de ville, et interdit l’ordination de riches plébéiens.
Dans sa partie de l’Empire, seules deux sectes font l’objet d’interdiction : les manichéens, que chrétiens et païens considèrent comme un mouvement antisocial à Rome, et les donatistes, dont la doctrine d’un deuxième baptême fut condamnée en Afrique,.

## Mort et succession

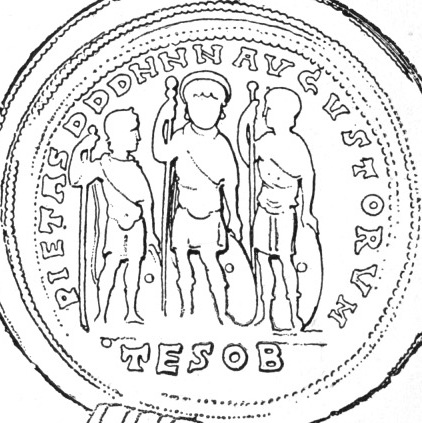
Détail du dessin d’une médaille de Valens montrant les trois empereurs régnant : Valens (centre), Gratien (droite), Valentinien II (gauche) avec la légende : pietas d.d.d.n.n.n.augustorum. (Musée Szilágysomlyó).

Lorsqu’il tombe gravement malade près d’Amiens en 367, Valentinien nomme son fils aîné Gratien, alors âgé de huit ans, comme coempereur. À la mort de l'empereur, le 17 novembre 375 à Brigetio, Gratien assume la succession. Toutefois, cinq jours plus tard, le haut commandement de l'armée, en la personne du général Mérobaud, doutant des capacités militaires du jeune homme et craignant une nouvelle dispute entre candidats opposés, comme cela avait été le cas de Valentinien lui-même et de son prédécesseur Jovien, fait venir le jeune Flavius Valentinianus, le futur Valentinien II — enfant de quatre ans et fils de Valentinien par sa deuxième épouse Justina —, et le proclame coempereur. La situation exige des décisions rapides, l’armée étant en pleine campagne et Valentinien II n’étant qu’à une centaine de kilomètres de là, alors que Gratien est resté à Trèves.
Les sources diffèrent sur la façon dont Gratien se soumet à la décision de l’armée. Selon Socrate le Scolastique et Sozomène, Gratien n’accepte qu’à contrecœur, alors que selon Ammianus Marcellinus, Gratien surprend son entourage en prenant l’enfant sous sa protection et pourvoyant à son éducation.
« L’empire se retrouvait ainsi avec à sa tête trois empereurs : un sadiste mal formé d’âge moyen, un charmant jeune homme de seize ans et un bambin à peine sorti du berceau. Sur leurs épaules reposait le destin de l’empire, et ce, à l’un des moments les plus critiques de son histoire. En effet, une année à peine après la mort de Valentinien, l'empire sera confronté à une nouvelle vague d’envahisseurs infiniment plus dangereux que ceux auxquels il avait fait face jusqu’alors : les Huns. »